# Jørgen Brønlund
Jørgen Brønlund, né le 14 décembre 1877 à Ilulissat et mort en novembre 1907 en Terre de Lambert, est un explorateur et enseignant groenlandais. 

## Biographie
Brønlund est le fils d'un chasseur. Né à Ilulissat, alors connu sous le nom de Jakobshavn, le 14 décembre 1877, il devient dans son enfance l'ami de Knud Rasmussen dont le père était prêtre à Jakobshavn. Formé comme enseignant, Brønlund est diplômé en 1901 du Nuuk College et est employé comme catéchiste dans un poste de traite près de l'estuaire de Nuup Kangerlua.
Avec Rasmussen, Harald Moltke (en) et Ludvig Mylius-Erichsen, Brønlund est membre de l'expédition danoise au Groenland de 1902-1903. À la fin, Brønlund se rend au Danemark où il étudie le dessin avec Kristian Zahrtmann et enseigne à Askov dans le plus grand lycée populaire du Danemark.
Interprète, l'une des responsabilités de Brønlund lors de l'expédition danoise de 1906 au nord-est du Groenland sous Mylius-Erichsen est de tenir un journal de voyage et de conduire les chiens.
Il meurt d'épuisement en novembre 1907 alors qu'il revenait, après la mort de ses compagnons, du fjord de l'Indépendance et tentait de retourner au camp de base. Il est retrouvé près du dépôt de la Terre de Lambert le 13 mars 1908 avec son journal qui raconte le sort tragique de Mylius-Erichsen et du cartographe de l'expédition, Niels Peter Høeg Hagen, tous deux décédés avant Brønlund sur le Nioghalvfjerdsbrae à 79° de latitude. 
Brønlund est inhumé à Kap Bergendahl, dans le sud-est de la Terre de Lambert. Le promontoire est également connu aujourd'hui sous le nom de Brønlunds Grave (danois : Brønlunds Grav),.
La dernière entrée de son journal se lit comme suit : « J'ai péri par 77° de latitude Nord, sous les difficultés du voyage de retour sur les glaces intérieures en novembre. J'ai atteint cet endroit sous une lune décroissante et je ne peux pas continuer à cause de mes pieds gelés et de l'obscurité. Les corps des autres sont au milieu du fjord. Hagen est décédé le 15 novembre, Mylius-Erichsen une dizaine de jours plus tard ».

## Hommages

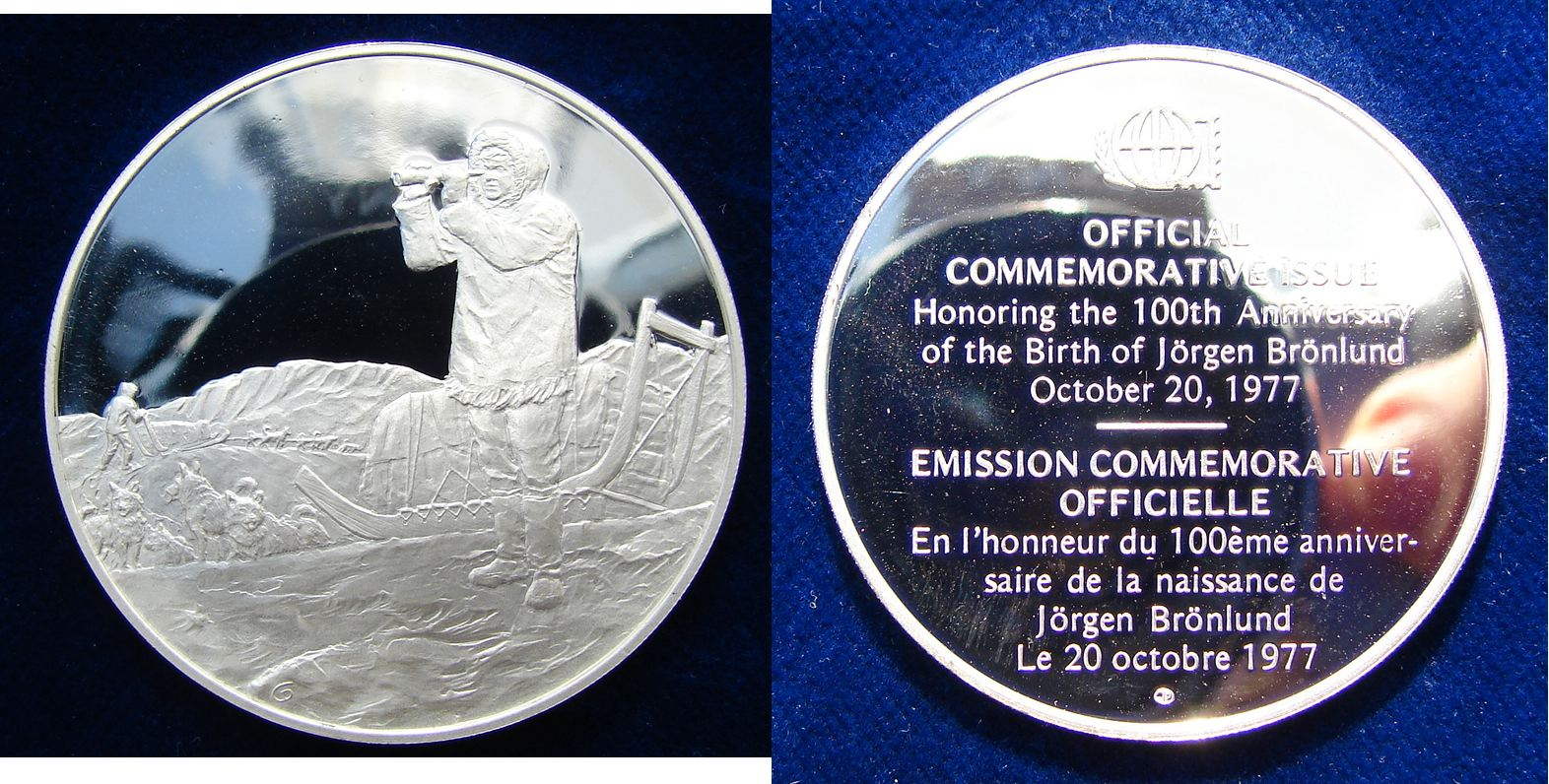
Médaillon en hommage à Jørgen Brønlund par Eugene L. Daub

Le journal de 172 pages est archivé à la Bibliothèque royale danoise. Une pierre commémorative érigée dans le port de Copenhague cite les dernières lignes du journal.
Le Fjord Jørgen Brønlund en Terre de Peary a été nommé en son honneur. 
Le centième anniversaire de sa naissance a été commémoré par l'émission d'un timbre postal groenlandais et par un médaillon du sculpteur Eugene L. Daub.